# Crusaders FC
Crusaders FC är ett nordirländskt fotbollslag och spelar i NIFL Premiership. Fotbollsklubben grundades 1898.

## Meriter
Irish Premier League
Vinnare (7): 1972–73, 1975–76, 1994–95, 1996–97, 2014–15, 2015–16, 2017–18
Irish Cup
Vinnare (6): 1966–67, 1967–68, 2008–09, 2018–19, 2021–22, 2022–23
Irish League Cup
Vinnare (2): 1996–97, 2011–12
Gold Cup
Vinnare (2): 1985–86, 1995–96

## Trikåer
Hemmakit
| Hemmaställ | Hemmaställ | Hemmaställ | Hemmaställ | Hemmaställ | Hemmaställ |

## Placering tidigare säsonger
| Säsong  | Nivå | Liga             | Placering | Referens      |
| ------- | ---- | ---------------- | --------- | ------------- |
| 2007/08 | 1    | Premier League   | 7         | [ 4 ]         |
| 2008/09 | 1    | NIFL Premiership | 3         | [ 5 ]         |
| 2009/10 | 1    | NIFL Premiership | 4         | [ 6 ]         |
| 2010/11 | 1    | NIFL Premiership | 2         | [ 7 ]         |
| 2011/12 | 1    | NIFL Premiership | 5         | [ 8 ]         |
| 2012/13 | 1    | NIFL Premiership | 2         | [ 9 ]         |
| 2013/14 | 1    | NIFL Premiership | 3         | [ 10 ]        |
| 2014/15 | 1    | NIFL Premiership | 1         | [ 11 ]        |
| 2015/16 | 1    | NIFL Premiership | 1         | [ 12 ]        |
| 2016/17 | 1    | NIFL Premiership | 2         | [ 13 ]        |
| 2017/18 | 1    | NIFL Premiership | 1         | [ 14 ]        |
| 2018/19 | 1    | NIFL Premiership | 4         | [ 15 ]        |
| 2019/20 | 1    | NIFL Premiership | 3         | [ 16 ] [ 17 ] |
| 2020/21 | 1    | NIFL Premiership | 6         | [ 18 ]        |
| 2021/22 | 1    | NIFL Premiership | 4         | [ 19 ]        |
| 2022/23 | 1    | NIFL Premiership | 5         | [ 20 ]        |
| 2023/24 | 1    | NIFL Premiership | 4         | [ 21 ]        |
| 2024/25 | 1    | NIFL Premiership | 6         | [ 22 ]        |